# Meer van Ohrid
Het Meer van Ohrid (Macedonisch: Охридско Езеро, Ohridsko Ezero; Albanees: Liqeni i Ohrit) is een van de oudste en diepste meren van Europa. Het ligt op de grens van Noord-Macedonië en Albanië, waarbij het grootste deel tot Noord-Macedonië behoort. De oppervlakte bedraagt 349 km² en de grootste diepte is 296 meter. Op het Balkanschiereiland is alleen het Meer van Shkodër groter en geen enkel meer dieper.
Het meer wordt onder meer gevoed door onderaardse bronnen en door een ondergrondse verbinding vanuit het naburige, 200 meter hoger gelegen Prespameer. Deze bereikt het Meer van Ohrid ter hoogte van het klooster van Sveti Naum. De afwatering van het Meer van Ohrid wordt verzorgd door de rivier de Zwarte Drin, die uiteindelijk in de Adriatische Zee uitmondt.
Het Meer van Ohrid behoort tot de oudste meren van Europa en herbergt dan ook diersoorten die elders niet voorkomen, waaronder de ohridforel (Salmo letnica). Op deze soort wordt intensief gevist, maar hij wordt ook gekweekt.
Naast de visserij is toerisme een belangrijke bron van inkomsten rond het meer. De Noord-Macedonische stad Ohrid was voor het uiteenvallen van Joegoslavië een trekpleister en wordt opnieuw ontdekt.

## Zie ook

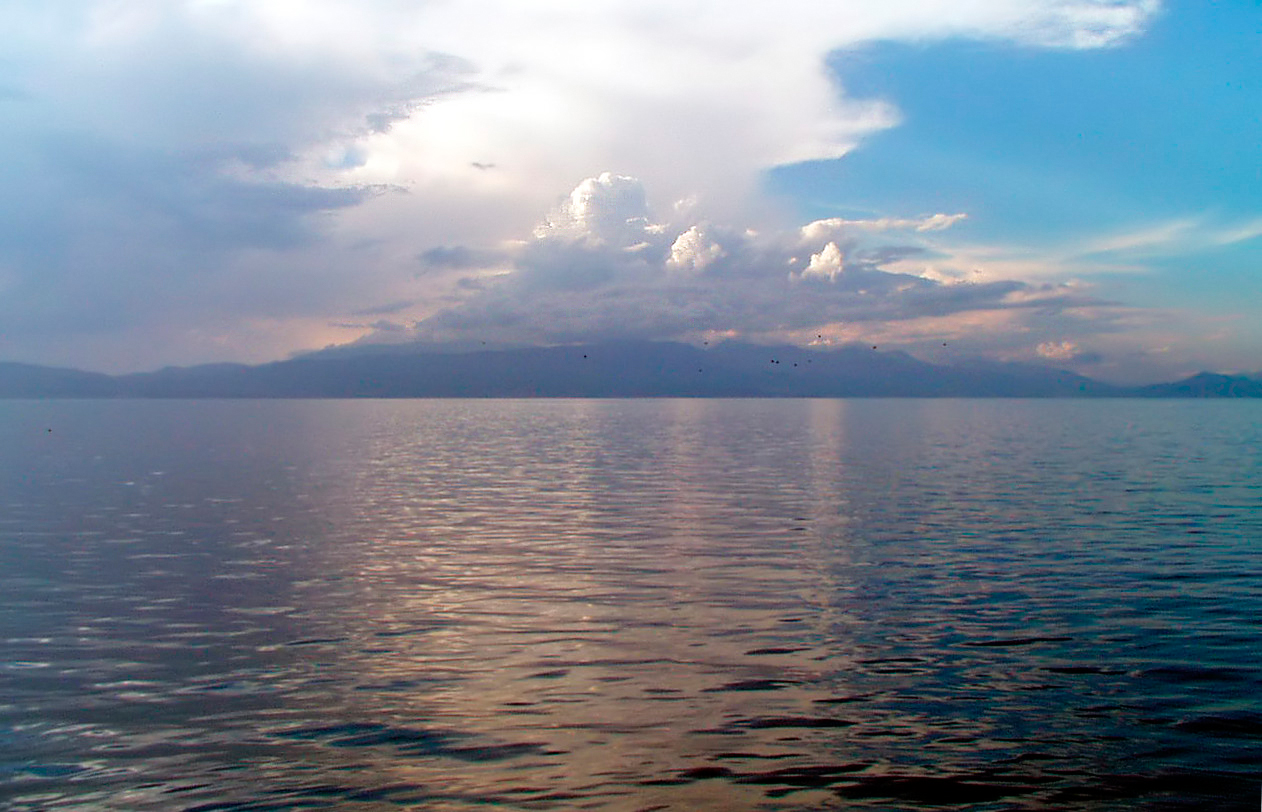
Het Meer van Ohrid